# Bowman (Karolina Południowa)
Bowman – miasto (town) w hrabstwie Orangeburg, w południowej części stanu Karolina Południowa, w Stanach Zjednoczonych. W 2010 roku miasto liczyło 968 mieszkańców. 
Miasto założone zostało pod koniec XIX wieku, początkowo będąc ośrodkiem uprawy bawełny. W następstwie plagi szkodników, kwieciaków bawełnianych, która miała miejsce w latach 20. XX wieku, uprawę bawełny zarzucono na rzecz hodowli krów. Mleczarstwo stanowi obecnie główną gałąź lokalnej gospodarki.
Lokalną atrakcją jest centrum powitalne UFO.